# Brooks (Géorgie)
Pour les articles homonymes, voir Brooks.
Brooks est une ville américaine située dans le comté de Fayette, en Géorgie. Selon le recensement de 2020, sa population est de 568 habitants.